# أليكسي فولكوف
أليكسي فولكوف (الروسية: Алексей Анатольевич Волков) هو متسابق بياثل روسي، ولد في 5 أبريل 1988 في رادوجني في روسيا.

## وصلات خارجية
- أليكسي فولكوف على موقع IBU (الإنجليزية)
- أليكسي فولكوف على موقع اللجنة الأولمبية الدولية (الإنجليزية)
- أليكسي فولكوف على موقع أوليمبيديا (الإنجليزية)